# 堅蜥亞科
堅蜥亞科（學名：Aetosaurinae）是堅蜥目鍬鱗龍科的一個亞科，包含：堅蜥類之中，所有親緣關係接近於堅蜥，而與堅蜥、鏈鱷的最近共同祖先較遠的所有物種。堅蜥亞科的共有衍徵都來自於背部中線的鱗甲（皮內成骨）形狀與排列方式。